# Kết luận tư vấn của Tòa án Quốc tế về tính hợp pháp của việc đe dọa hoặc sử dụng vũ khí hạt nhân
Tính hợp pháp của việc đe dọa hoặc sử dụng vũ khí hạt nhân [1996] ICJ 3 là một vấn đề pháp luật quốc tế bước ngoặc. Tòa án Quốc tế có kết luận tư vấn rằng tuy thông thường sẽ vi phạm luật nhân đạo quốc tế nhưng không thể xác định việc đe dọa hoặc sử dụng vũ khí hạt nhân có hợp pháp hay không trong trường hợp sự tồn vong của một nhà nước đang lâm nguy. Tòa án Quốc tế kết luận rằng không có một nguồn của pháp luật quốc tế cho phép hoặc cấm việc đe dọa hoặc sử dụng vũ khí hạt nhân nhưng phải phù hợp với Hiến chương Liên Hợp Quốc và các nguyên tắc của luật nhân đạo quốc tế. Tòa án Quốc tế cũng kết luận các nước có nghĩa vụ thực hiện giải trừ hạt nhân.
Ngày 3 tháng 9 năm 1993, Tổ chức Y tế Thế giới yêu cầu Tòa án Quốc tế có một kết luận tư vấn về vấn đề này nhưng bị từ chối vì đã vượt quyền hạn của tổ chức. Tháng 12 năm 1994, Đại Hội đồng Liên Hợp Quốc yêu cầu một kết luận tư vấn và được Tòa án Quốc tế thụ lý đơn vào tháng 1 năm 1995.
Khả năng cấm sử dụng vũ khí hạt nhân trong xung đột vũ trang được Jean Pierre Adrien François, đại diện Hà Lan trong Ủy ban Pháp luật Quốc tế, đề cập lần đầu tiên vào ngày 30 tháng 6 năm 1950. Ngoài ra, chính phủ Ba Lan đề nghị Ủy ban Pháp luật Quốc tế xem xét việc sử dụng vũ khí hạt nhân có phải là một tội ác chống lại hòa bình hay không.

## Yêu cầu của Tổ chức Y tế Thế giới

Cờ của Tổ chức Y tế Thế giới.

Ngày 3 tháng 9 năm 1993, Tổ chức Y tế Thế giới có yêu cầu một kết luận tư vấn như sau:
Xét đến những tác động y tế và môi trường, việc sử dụng vũ khí hạt nhân của một nhà nước trong chiến tranh hoặc xung đột vũ trang khác có vi phạm các nghĩa vụ trong pháp luật quốc tế của nhà nước đó không, bao gồm Hiến chương Tổ chức Y tế Thế giới?— Tổ chức Y tế Thế giới
Tòa án Quốc tế xem xét yêu cầu của Tổ chức Y tế Thế giới từ năm 1993 đến năm 1996. Ban đầu Tòa án Quốc tế ấn định ngày 10 tháng 6 năm 1994 là hạn chót để đệ trình bản báo cáo bằng văn bản nhưng gia hạn đến ngày 20 tháng 9 năm 1994. Ngày 8 tháng 7 năm 1996, Tòa án Quốc tế biểu quyết bác đơn của Tổ chức Y tế Thế giới với 11 phiếu thuận, 3 phiếu chống, lấy lý do vấn đề vũ khí hạt nhân nằm ngoài nhiệm vụ, quyền hạn của Tổ chức Y tế Thế giới.

## Yêu cầu của Đại Hội đồng Liên Hợp Quốc

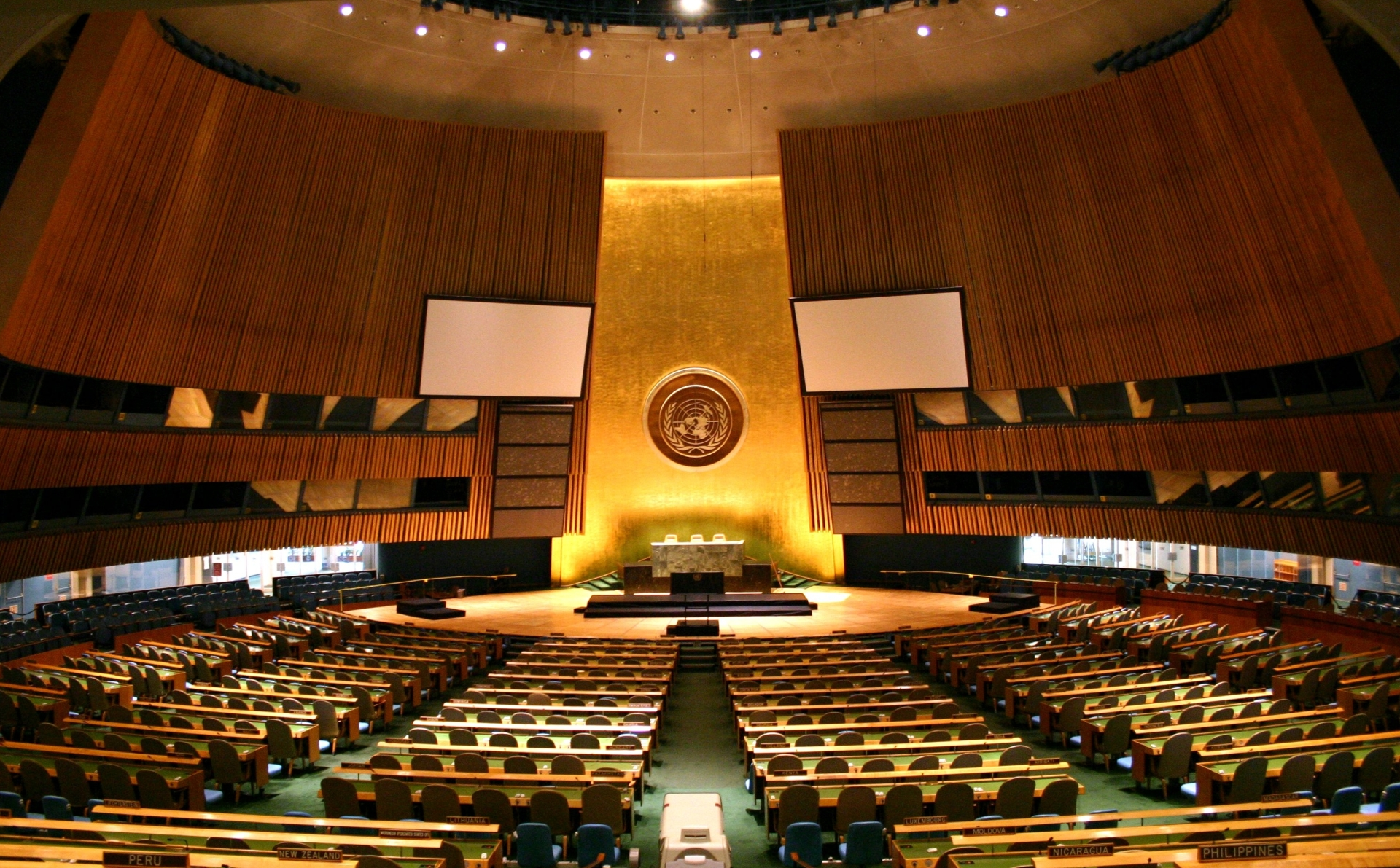
Đại Hội đồng Liên Hợp Quốc.

Ngày 15 tháng 12 năm 1994, Đại Hội đồng Liên Hợp Quốc thông qua Nghị quyết A/RES/49/75K, yêu cầu Tòa án Quốc tế có kết luận tư vấn về vấn đề sau:
Việc đe dọa hoặc sử dụng vũ khí hạt nhân trong bất kỳ trường hợp nào có được cho phép trong pháp luật quốc tế?— Đại Hội đồng Liên Hợp Quốc
Nghị quyết được thông qua với 78 nước biểu quyết thuận, 43 nước biểu quyết chống, 38 nước biểu quyết trắng và 26 nước không tham gia biểu quyết. Yêu cầu được trình Tòa án Quốc tế vào ngày 19 tháng 12.
Ngay từ mùa thu năm 1993, Đại Hội đồng Liên Hợp Quốc đã cân nhắc yêu cầu một kết luận tư vấn từ Tòa án Quốc tế theo đề nghị của Phong trào không liên kết. Sau khi một số nước sở hữu vũ khí hạt nhân trình bày quan điểm phản đối đơn của Tổ chức Y tế Thế giới thì Phong trào quyết định ra Tòa án Quốc tế. Tòa án Quốc tế ấn định ngày 20 tháng 6 năm 1995 làm ngày đệ trình các bản báo cáo bằng văn bản của các nước.
Tổng cộng 42 nước đệ trình các bản cáo bằng văn bản, là số lượng quốc gia tham gia tố tụng lớn nhất trước Tòa án Quốc tế. Trong năm thành viên thường trực Hội đồng Bảo an Liên Hợp Quốc, chỉ Trung Quốc không tham gia vụ việc. Trong ba nước có tiềm năng sở hữu vũ khí hạt nhân, chỉ Ấn Độ tham gia vụ việc. Nhiều nước đệ trình bản báo cáo là nước đang phát triển, thể hiện sự quan tâm, chú ý quốc tế chưa hề có đối với vấn đề vũ khí hạt nhân và sự sốt sắng tham gia tố tụng quốc tế của các nước đang phát triển trong thời kỳ hậu thuộc địa.
Từ ngày 30 tháng 10 đến ngày 15 tháng 11 năm 1995, Tòa án Quốc tế cho phép đệ trình các bản báo cáo bằng lời nói. 20 nước đệ trình bản báo cáo: Úc, Ai Cập, Pháp, Đức, Indonesia, México, Iran, Ý, Malaysia, New Zealand, Philippines, Qatar, Nga, San Marino, Samoa, Quần đảo Marshall, Quần đảo Solomon, Costa Rica, Anh, Hoa Kỳ, Zimbabwe và Tổ chức Y tế Thế giới. Ban Thư ký Liên Hợp Quốc nộp hồ sơ về quá trình soạn thảo, thông qua Nghị quyết 49/75K. Mỗi quốc gia, tổ chức có 90 phút để trình bày quan điểm về vụ việc. Ngày 8 tháng 7 năm 1996, Tòa án Quốc tế ra quyết định.

## Quyết định của Tòa án Quốc tế

### Thành phần
Tòa án Quốc tế gồm 15 thẩm phán do Đại Hội đồng và Hội đồng Bảo an bầu ra. Nhiệm kỳ của thẩm phán Tòa án Quốc tế là chín năm. Tòa án Quốc tế có thể có những kết luận tư vấn theo yêu cầu của một cơ quan Liên Hợp Quốc. Kết luận tư vấn không cấu thành một án lệ.
| Chủ tịch Mohammed Bedjaoui                                                         | Algérie      |
| Phó Chủ tịch Stephen M. Schwebel                                                   | Hoa Kỳ       |
| Thẩm phán Shigeru Oda                                                              | Nhật Bản     |
| Thẩm phán Gilbert Guillaume                                                        | Pháp         |
| Thẩm phán Mohammed Shahabuddeen                                                    | Guyana       |
| Thẩm phán Christopher Weeramantry                                                  | Sri Lanka    |
| Thẩm phán Raymond Ranjeva                                                          | Madagascar   |
| Thẩm phán Sử Cửu Dung                                                              | Trung Quốc   |
| Thẩm phán Carl-August Fleischhauer                                                 | Đức          |
| Thẩm phán Abdul G. Koroma                                                          | Sierra Leone |
| Thẩm phán Géza Herczegh                                                            | Hungary      |
| Thẩm phán Vladlen S. Vereschetin                                                   | Nga          |
| Thẩm phán Luigi Ferrari Bravo                                                      | Ý            |
| Thẩm phán Rosalyn Higgins                                                          | Anh Quốc     |
| Thẩm phán Andrés Aguilar Mawdsley (qua đời trước khi Tòa án Quốc tế có quyết định) | Venezuela    |

| Thư ký Eduardo Valencia Ospina | Colombia |

### Phân tích của Tòa án Quốc tế

#### Răn đe và "đe dọa"
Tòa án Quốc tế xem xét việc đe dọa sử dụng vũ khí hạt nhân trong những trường hợp nhất định với mục đích răn đe có hợp pháp hay không. Tòa án Quốc tế quyết định rằng nếu việc đe dọa tấn công hạt nhân trả đũa là cần thiết và cân xứng về mặt quân sự thì không nhất thiết là vi phạm pháp luật quốc tế.

#### Tính hợp pháp của việc sở hữu vũ khí hạt nhân
Tòa án Quốc tế xem xét tính hợp pháp của việc sở hữu vũ khí hạt nhân. Sau khi nghiên cứu các điều ước quốc tế, bao gồm Hiến chương Liên Hợp Quốc, Tòa án Quốc tế kết luận không có một điều ước quốc tế nào dứt khoát cấm sở hữu vũ khí hạt nhân

#### Tính hợp pháp của việc đe dọa hoặc sử dụng vũ khí hạt nhân
Tòa án Quốc tế xem xét việc sử dụng vũ khí hạt nhân có hợp pháp hay không dưới những điều khoản của Hiến chương Liên Hợp Quốc về việc đe dọa hoặc sử dụng vũ lực. Tòa án Quốc tế kết luận Hiến chương Liên Hợp Quốc không cấm hoặc cho phép sử dụng bất kỳ vũ khí cụ thể nào, bao gồm vũ khí hạt nhân. Một thứ vũ khí đã bị điều ước hoặc tập quán quốc tế cấm không thể trở thành hợp pháp chỉ vì được sử dụng vì một mục đích chính đáng theo Hiến chương Liên Hợp Quốc.
Tòa án Quốc tế xem xét các điều khoản, quy định của các điều ước quốc tế và tập quán quốc tế về vũ khí hạt nhân. Tòa án Quốc tế kết luận rằng việc sử dụng vũ khí hạt nhân không bị cấm theo những điều khoản của các công ước Den Haag 1889 và 1907 về vũ khí vi khuẩn hoặc hóa học.
Đối với những điều ước quốc tế về việc mua, sản xuất, sở hữu, triển khai và thử nghiệm vũ khí hạt nhân, Tòa án Quốc tế lưu ý rằng những điều ước này thể hiện sự quan tâm, lo ngại quốc tế đối với vũ khí hạt nhân và có thể được coi là báo hiệu khả năng cấm vũ khí hạt nhân trong tương lai nhưng tự bản thân nó không phải là một lệnh cấm. Đối với những điều ước quốc tế khu vực, Tòa án Quốc tế lưu ý rằng tuy thể hiện sự nhận thức của cộng đồng quốc tế về nguy cơ của vũ khí hạt nhân nhưng những điều ước này không cấu thành một tập quán quốc tế phổ biến cấm việc sử dụng hoặc đe dọa sử dụng vũ khí hạt nhân.
Tập quán quốc tế cũng không cung cấp đủ cơ sở để xác định việc sở hữu vũ khí hạt nhân được công nhận là bất hợp pháp.
Sau cùng, Tòa án Quốc tế kết luận không có một sự xác tín pháp lý rằng việc sở hữu vũ khí hạt nhân là bất hợp pháp. Tuy vũ khí hạt nhân đã không được sử dụng trong chiến tranh từ năm 1945 và đã có vô số nghị quyết Liên Hợp Quốc lên án việc sử dụng vũ khí hạt nhân nhưng Tòa án Quốc tế kết luận những sự kiện này không cấu thành một tập quán quốc tế mới tuyệt đối cấm vũ khí hạt nhân.
Tuy nhiên, có nhiều luật nhân đạo quốc tế được áp dụng trong chiến tranh. Ví dụ: nước tham chiến không được tấn công thường dân và một số loại vũ khí sát thương không phân biệt bị cấm. Tòa án Quốc tế kết luận rằng những luật nhân đạo quốc tế này được áp dụng đối với việc sử dụng vũ khí hạt nhân. Tòa án Quốc tế không có kết luận về việc sử dụng vũ khí hạt nhân có hợp pháp hay không như một phương sách cuối cùng trong trường hợp sự tồn vong của một nhà nước đang lâm nguy.

### Quyết định
Tòa án Quốc tế biểu quyết thông qua bảy kết luận:
1. Tòa án Quốc tế đồng ý thụ lý đơn yêu cầu kết luận tư vấn;[22]
2. Pháp luật quốc tế không cho phép việc đe dọa hoặc sử dụng vũ khí hạt nhân;[23]
3. Pháp luật quốc tế không cấm việc đe dọa hoặc sử dụng vũ khí hạt nhân;[24]
4. Việc đe dọa hoặc sử dụng vũ khí hạt nhân mà trái với đoạn 4, điều 2 Hiến chương Liên Hợp Quốc và không đáp ứng yêu cầu của điều 51 là bất hợp pháp;[25]
5. Việc đe dọa hoặc sử dụng vũ khí hạt nhân có thể phù hợp với những yêu cầu của pháp luật quốc tế được áp dụng trong xung đột vũ trang, đặc biệt là những nguyên tắc của luật nhân đạo quốc tế và những nghĩa vụ cụ thể của điều ước và cam kết khác trực tiếp liên quan tới vũ khí hạt nhân;[26]
6. Việc đe dọa hoặc sử dụng vũ khí hạt nhân thông thường sẽ trái với các nguyên tắc của pháp luật quốc tế được áp dụng trong xung đột vũ trang, đặc biệt là các nguyên tắc của luật nhân đạo quốc tế. Tuy nhiên, không thể xác định việc đe dọa hoặc sử dụng vũ khí hạt nhân có hợp pháp hay không trong trường hợp tự vệ, khi sự tồn vong của một nhà nước đang lâm nguy;[27]
7. Các nước có nghĩa vụ thực hiện giải trừ hạt nhân một cách toàn diện, thiện chí dưới sự kiểm soát quốc tế nghiêm ngặt và hiệu quả.[28]

Kết quả biểu quyết như sau:
| Thẩm phán                          | Quốc gia               | Kết luận 1 | Kết luận 2 | Kết luận 3 | Kết luận 4 | Kết luận 5 | Kết luận 6 | Kết luận 7 |
| ---------------------------------- | ---------------------- | ---------- | ---------- | ---------- | ---------- | ---------- | ---------- | ---------- |
| Chủ tịch Mohammed Bedjaoui         | Algérie                | Thuận      | Thuận      | Thuận      | Thuận      | Thuận      | Thuận      | Thuận      |
| Phó Chủ tịch Stephen M. Schwebel   | Hoa Kỳ                 | Thuận      | Thuận      | Thuận      | Thuận      | Thuận      | Chống      | Thuận      |
| Thẩm phán Shigeru Oda              | Nhật Bản               | Chống      | Thuận      | Thuận      | Thuận      | Thuận      | Chống      | Thuận      |
| Thẩm phán Gilbert Guillaume        | Pháp                   | Thuận      | Thuận      | Thuận      | Thuận      | Thuận      | Chống      | Thuận      |
| Thẩm phán Mohamed Shahabuddeen     | Guyana                 | Thuận      | Thuận      | Chống      | Thuận      | Thuận      | Chống      | Thuận      |
| Thẩm phán Christopher Weeramantry  | Sri Lanka              | Thuận      | Thuận      | Chống      | Thuận      | Thuận      | Chống      | Thuận      |
| Thẩm phán Raymond Ranjeva          | Madagascar             | Thuận      | Thuận      | Thuận      | Thuận      | Thuận      | Thuận      | Thuận      |
| Thẩm phán Sử Cửu Dung              | Trung Quốc             | Thuận      | Thuận      | Thuận      | Thuận      | Thuận      | Thuận      | Thuận      |
| Thẩm phán Carl-August Fleischhauer | Đức                    | Thuận      | Thuận      | Thuận      | Thuận      | Thuận      | Thuận      | Thuận      |
| Thẩm phán Abdul G. Koroma          | Sierra Leone           | Thuận      | Thuận      | Chống      | Thuận      | Thuận      | Chống      | Thuận      |
| Thẩm phán Géza Herczegh            | Hungary                | Thuận      | Thuận      | Thuận      | Thuận      | Thuận      | Thuận      | Thuận      |
| Thẩm phán Vladlen S. Vereschetin   | Nga                    | Thuận      | Thuận      | Thuận      | Thuận      | Thuận      | Thuận      | Thuận      |
| Thẩm phán Luigi Ferrari Bravo      | Ý                      | Thuận      | Thuận      | Thuận      | Thuận      | Thuận      | Thuận      | Thuận      |
| Thẩm phán Rosalyn Higgins          | Anh Quốc               | Thuận      | Thuận      | Thuận      | Thuận      | Thuận      | Chống      | Thuận      |
| Kết quả (Thuận–Chống):             | Kết quả (Thuận–Chống): | 13–1       | 14–0       | 11–3       | 14–0       | 14–0       | 7–7        | 14–0       |

#### Kết luận thứ sáu
Đối với kết luận thứ sáu, bảy thẩm phán Tòa án Quốc tế biểu quyết chống. Tuy nhiên, ba trong số bảy thẩm phán (Thẩm phán Shahabuddeen, Weeramantry và Koroma) giải thích rằng sở dĩ biểu quyết chống là vì họ cho rằng không có ngoại lệ cho nguyên tắc việc sử dụng vũ khí hạt nhân là bất hợp pháp (kể cả trường hợp sự tồn vong của một nhà nước đang lâm nguy). Thẩm phán Oda biểu quyết chống vì cho rằng Tòa án Quốc tế ngay từ đầu không nên thụ lý đơn yêu cầu kết luận tư vấn.
Trong ý kiến phản đối của mình, Phó Chủ tịch Schwebel lập luận rằng:
Không thể chấp nhận quan điểm việc sử dụng vũ khí hạt nhân trên một phạm vi sẽ – hoặc có thể – dẫn đến cái chết của hàng triệu người trong một trận cuồng hỏa và bụi phóng xạ trên diện rộng, có tác hại nguy hiểm về không gian, thời gian và biến phần lớn hoặc toàn bộ Trái Đất thành một hoang địa là hợp pháp.
Và Thẩm phán Higgins lưu ý rằng bà không
loại trừ khả năng vũ khí hạt nhân là bất hợp pháp về luật nhân đạo nếu việc sử dụng vũ khí hạt nhân không thể đáp ứng các yêu cầu của luật nhân đạo.